# 43368 Rodrigoleiva
43368 Rodrigoleiva este o planetă minoră (asteroid), cu un diametru de 3,218 km, din centura de asteroizi. A fost descoperită pe 14 noiembrie 2000 la Stația Anderson Mesa de Lowell Observatory Near-Earth-Object Search și a fost numită după Rodrigo Leiva⁠(d). 
Obiectul prezintă o orbită caracterizată de o semiaxă mare de 2,2872852982922 UAi, o excentricitate de 0,19142464076849, o înclinație de 26,183541294559 ° în raport cu ecliptica.